# Calvaire d'Arreau
Le calvaire d'Arreau est un monument religieux catholique situé à Arreau, dans le département français des Hautes-Pyrénées, région Occitanie, en France.

## Historique
Le calvaire date de la deuxième moitié du XIXe siècle.

## Description
Le calvaire d'Arreau est constitué d'une base en marbre gris d'une hauteur et d'une largeur de 1,80 m, sur laquelle sont fixées les statues en fonte de la Vierge, de Saint-Jean et du Christ, ce dernier crucifié sur une croix en forme d'arbre écoté.

## Localisation
Le calvaire est situé au nord est d'Arreau au bout du chemin du Calvaire, à côté des ruines de la chapelle Saint-Laurent et matérialisée par une croix de fonte.

## Galerie

Sélection de vues du calvaire.
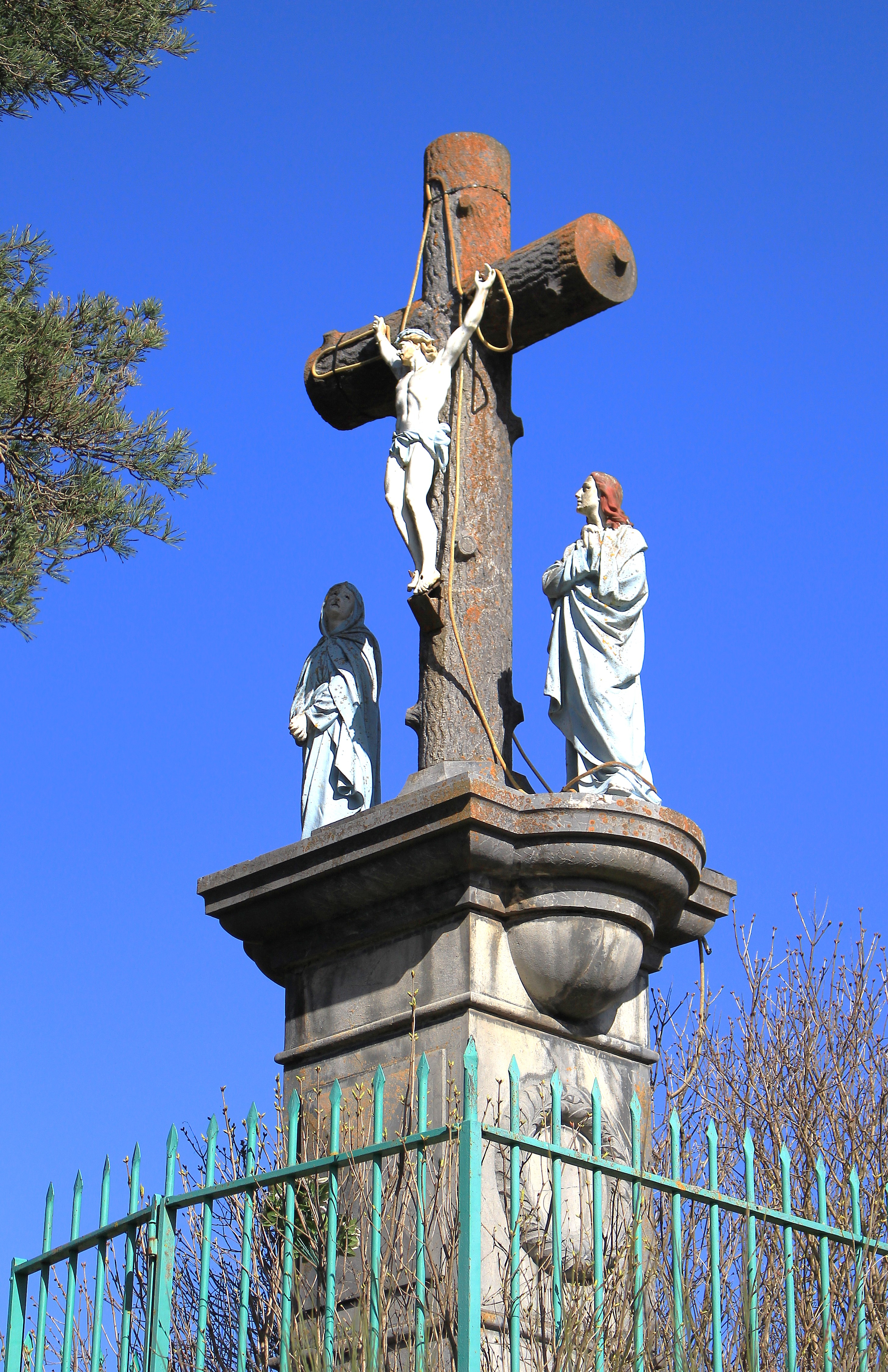
Vue générale.
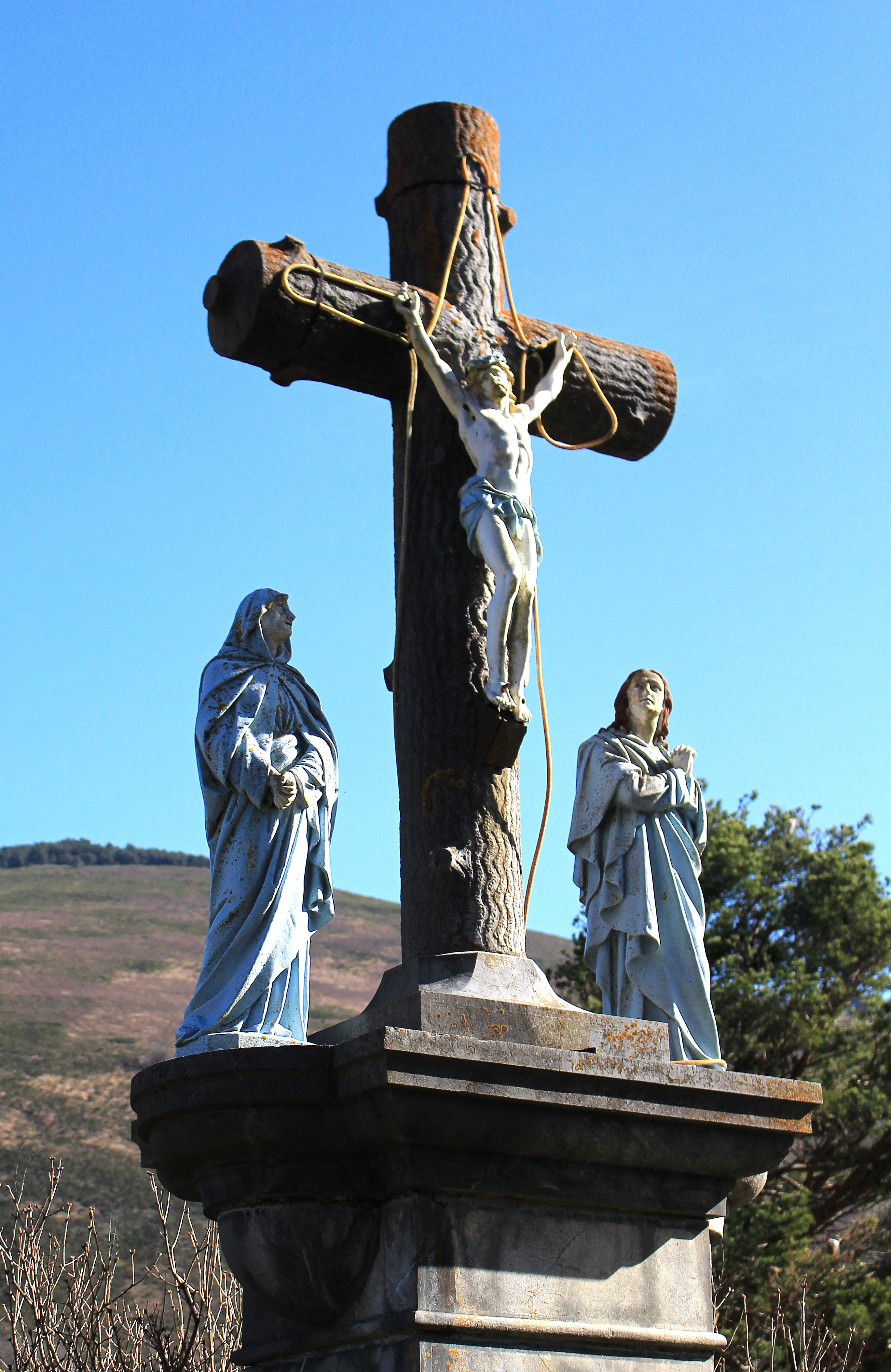
Vue de la croix.